# 马贝拉
马贝拉（西班牙語：Marbella，西班牙語：[maɾˈβeʎa]）是西班牙南部安达卢西亚自治区马拉加省的一个城市，太阳海岸重要的旅游城市。该市濒临地中海，介于马拉加市和直布罗陀之间。

## 人口

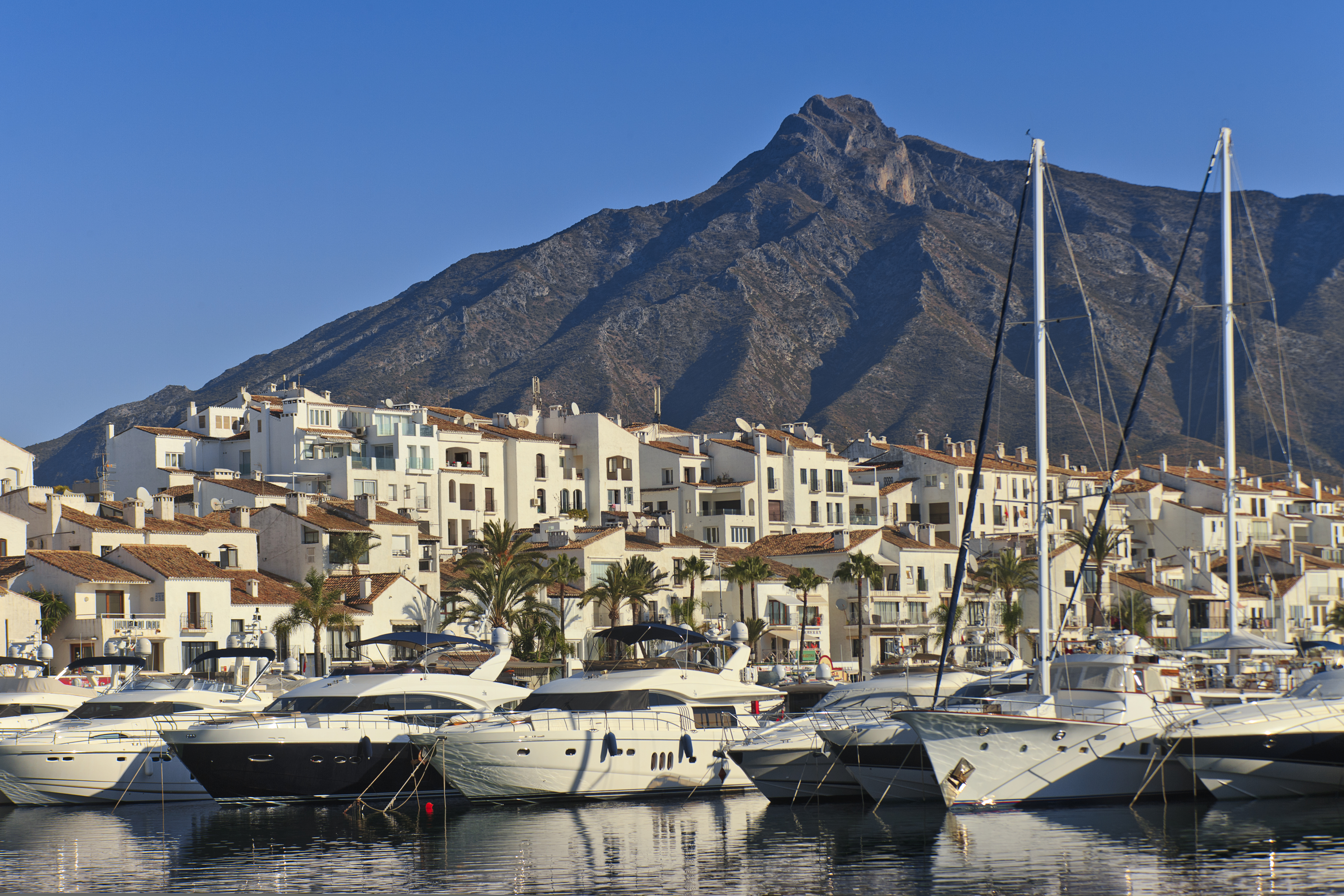
Puerto Banús

2011年，该市人口为138,662人，按照人口计算为马拉加省的第二大城。
夏季时马尔韦利亚的人口会比平时增长大约30%，这是因为大量的游客和外国人来到本地，特别是其中有些人在本市拥有度假用的房产。

## 气候
马尔韦利亚受沿岸山脉的保护拥有一个适宜的气候，它的年平均气温为 18 °C（64 °F）。山脉的最高处偶尔会覆盖着积雪，不过通常一两天内就会融化。年平均降水量为628升/每平米而年平均日照时间为2900小时。

## 外部連結
- 馬貝拉旅遊資訊